# Danmarks U/23-kvindefodboldlandshold
Danmarks U/23-kvindefodboldlandshold eller  Danmarks B-kvindefodboldlandshold er Dansk Boldspil-Unions anden kvindelige landshold. Landsholdet samles ved siden af det A-landsholdet og Lars Søndergaard. U/23-landsholdet er for de spillere der er lige uden for A-landsholdet.